# Castell d'Iga-Ueno
El castell Iga Ueno (伊贺上野城, iga ueno-jo), yambé conegut com a castell Ueno i castell Hakuho és un castell japonès localitzat a Iga, Prefectura de Mie, Japó.

## Història
La construcció del castell Iga Ueno va començar el 1585 per ordres de Takigawa Katsutoshi, però, el honmaru i el tenshu van ser construïts pel seu successor, Tsutsui Sadatsugu. El successor de Sadatsugu, Todo Takatora, va manar construir murs de 30 metres d'alt les quals eren els més alts de tot el Japó, rècord que encara conserva. Després que l'amenaça de les revoltes va passar, ja no va ser vist com una fortificació important pel que no va ser reconstruït sinó fins que el tenshu va caure el 1612 a causa de forts vents.
El 1935 el tenshu del castell Iga Ueno va ser reconstruït en fusta. El lloc al dia d'avui allotja un museu que compta amb una col·lecció d'artefactes relacionats amb la història del lloc.
El castell és considerat Lloc Històric Nacional i es troba el dia d'avui dins el Parc Ueno.